# Szamárpingvin

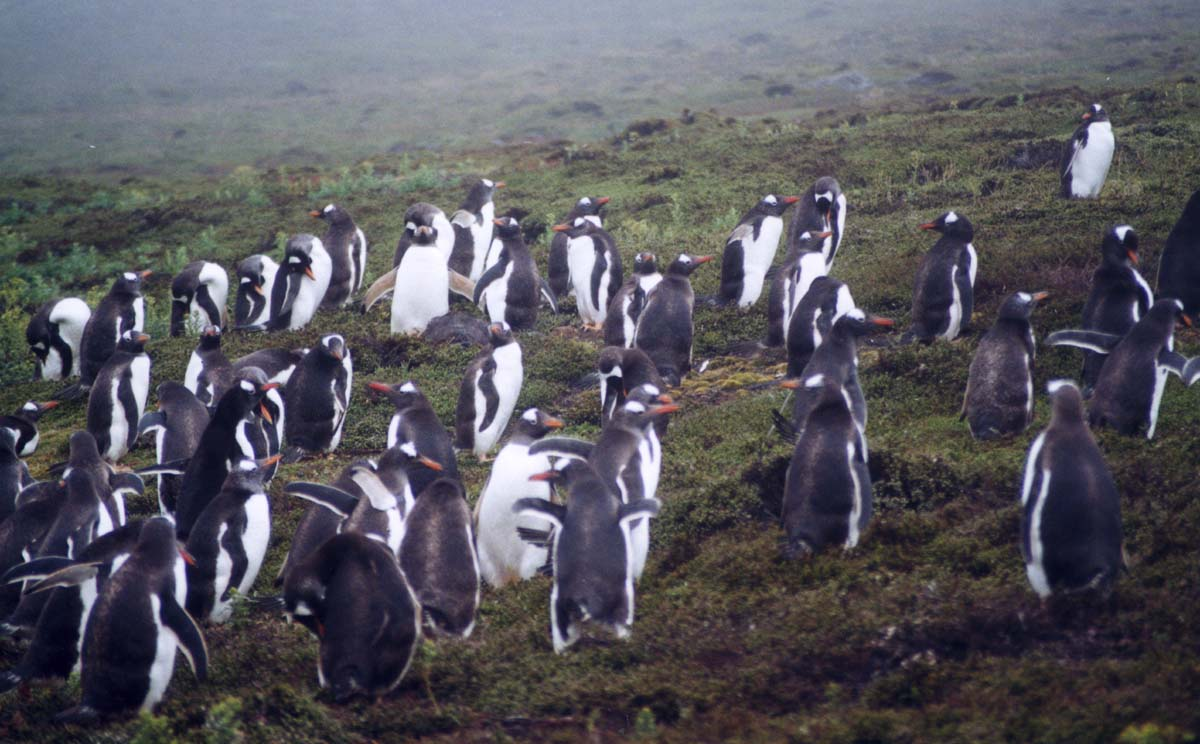
Kolónia a Carcass-szigeten

A szamárpingvin (Pygoscelis papua) a madarak (Aves) osztályának pingvinalakúak (Sphenisciformes) rendjébe, ezen belül a pingvinfélék (Spheniscidae) családjába és a Spheniscinae alcsaládjába tartozó faj.

## Kifejlődése
A szamárpingvin a Pygoscelis nembe tartozó három élő faj egyike. Mitokondriális és nukleáris DNS-bizonyítékok arra utalnak, hogy a madárnem 38 millió évvel ezelőtt vált el más pingvinektől; 2 millió évvel az Aptenodytes pingvinnem ősei után. Másfelől, az Adélie-pingvin (Pygoscelis adeliae) mintegy 19 millió éve vált le a neme más tagjaitól, míg a szóban forgó szamárpingvin és az állszíjas pingvin (Pygoscelis antarcticus), körülbelül 14 millió éve váltak ketté.

### Alfajai
Manapság 2 alfaját ismerik el:
- Pygoscelis papua ellsworthi - a kisebbik
- Pygoscelis papua papua - a nagyobbik

## Előfordulása
Az Antarktiszon és a környező szigeteken költ, a tengereken telel.
Legnagyobb kolóniái a Falkland-szigeteken, Déli-Georgián és a Kerguelen-szigeteken vannak, de kisebb számban költ a Macquarie-szigeten, a Heard-sziget és McDonald-szigeteken, a Déli-Shetland-szigeteken és az Antarktiszi-félszigeten is.

## Megjelenése
Átlagos testhossza 80 centiméter, de 51–90 centiméter között is mozoghat (a császárpingvin (Aptenodytes forsteri) és a királypingvin (Aptenodytes patagonicus) után a szamárpingvin a harmadik legnagyobb élő pingvinfaj). A hím maximális testtömege, vedlés előtt 8,5 kilogramm, míg minimális testtömege a szaporodási időszak elején 4,5 kilogramm. A tojó akár a hím, vedlés előtt a legnehezebb, 8,2 kilogrammot nyom, míg kotláskor 4,5 kilogrammra csökken a testtömege. Az északi madarak átlagban 700 grammal és 10 centiméterrel nehezebbek, illetve magasabbak, mint a délebben élő fajtársaik. A déli szamárpingvin testhossza 75-80 centiméter. Igen gyors úszó, 36 km/órával is képes úszni.
Feje, háta és szárnya fekete, hasa fehér, lába narancssárga. Jellegzetes ismertetője az a fehér sáv, amely a tarkón keresztül az egyik szemtől a másikhoz vezet.

## Életmódja
A hideg vízben keresi halakból (Patagonotothen-fajok, Thysanopsetta naresi, déli kék tőkehal (Micromesistius australis)), kalmárokból (Loligo gahi, Gonatus antarcticus, Onykia ingens), rákokból (Munida gregaria), főleg krillekből álló táplálékát.
Legfőbb ellensége a leopárdfóka (Hydrurga leptonyx), a fülesfókafélék (Otariidae) és a kardszárnyú delfin (Orcinus orca). A szárazföldön a kifejlett madárnak nincsen ellensége, a fiókákat és a tojást a halfarkasfélék (Stercorariidae) veszik célba. A Déli-Shetland-szigetekhez tartozó György király-szigeten, a kutatók megfigyelték, amint a területért folyó harcokban, halfarkasok szamárpingvineket sebesítettek meg.
A szamárpingvin 18 évig is élhet.

## Szaporodása
Az ivarérettséget 3–4 éves korban éri el. Évente egyszer költ. A költési szezon késő tavasszal van. A fészekalj 2 nagy, piszkosfehér tojásból áll. A kotlás 36 napig tart. Nagy költőtelepeken fészkel. Tojásaikra és fiókáira nagy veszélyt jelentenek a halfarkasok és vészmadarak.

## Képgaléria

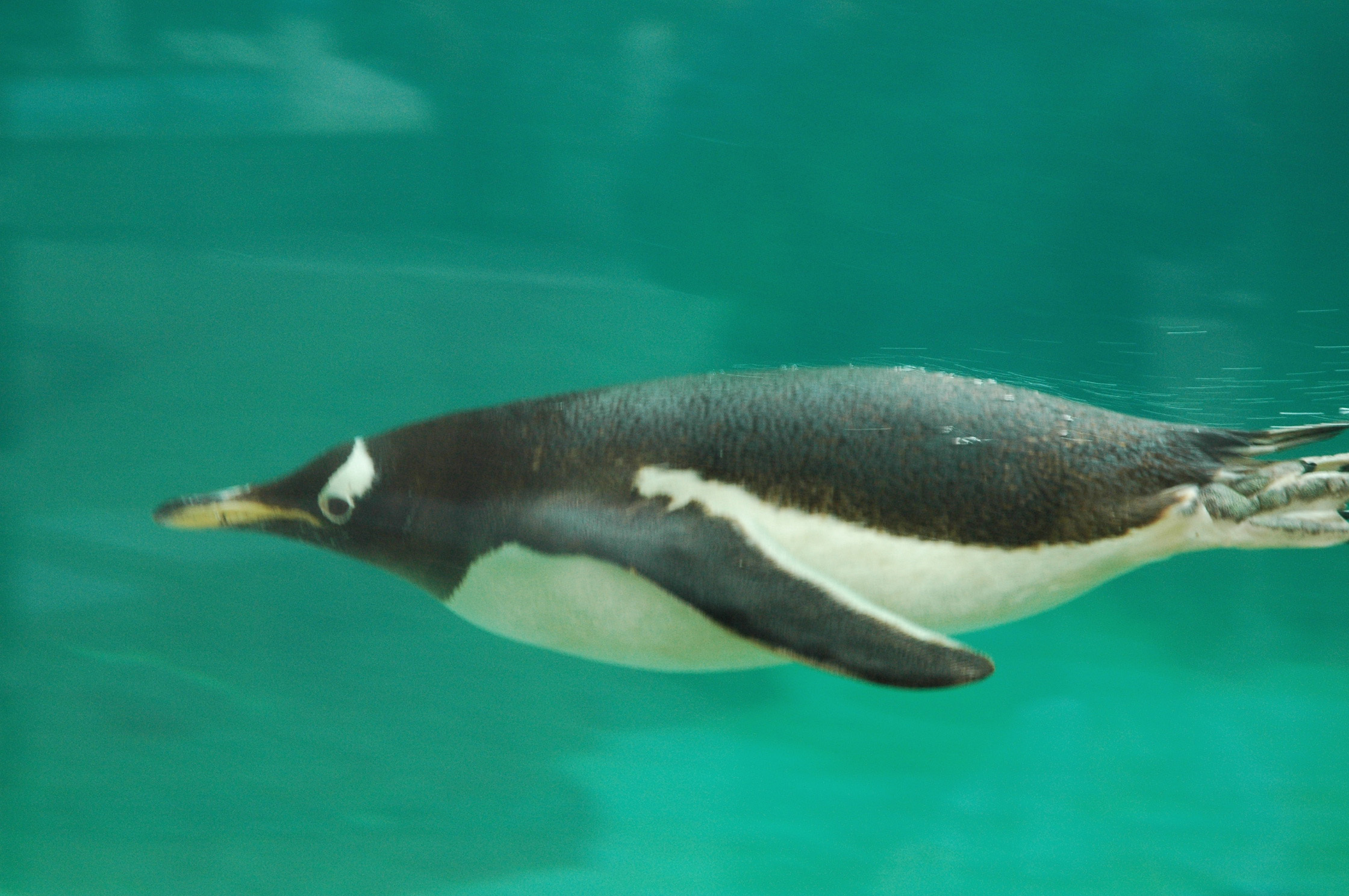
Víz alatt
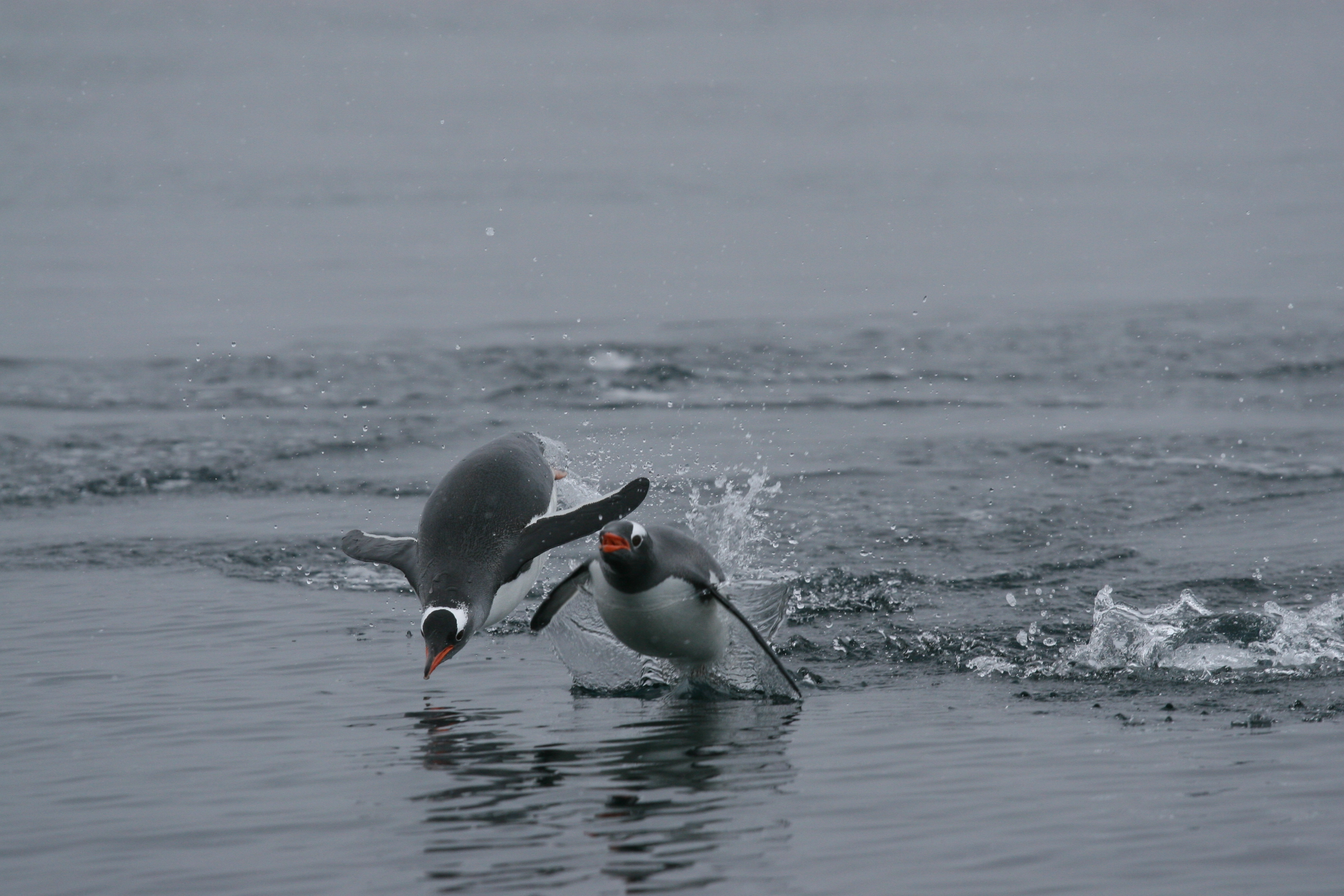
... és felett
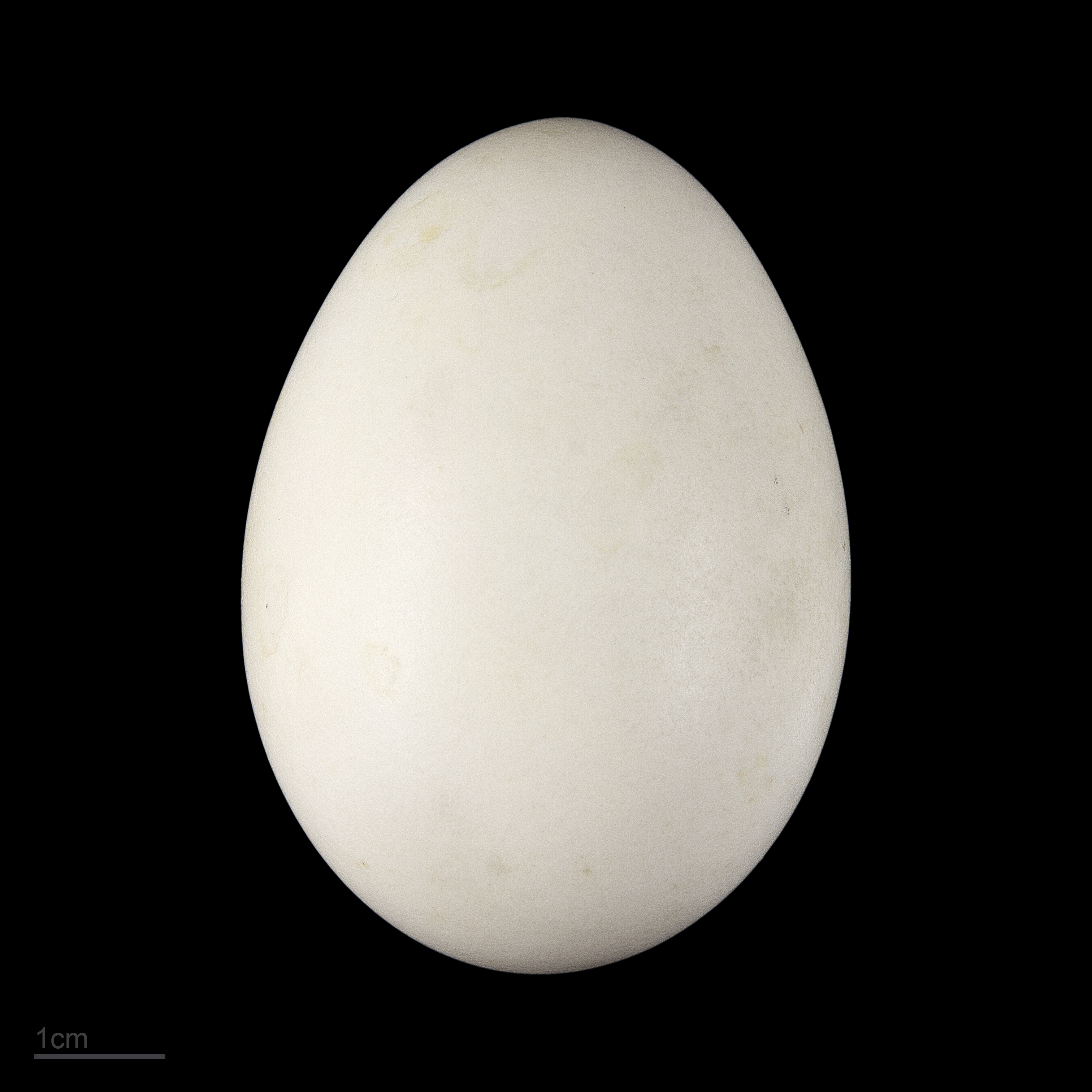
Tojás

### Fordítás
- Ez a szócikk részben vagy egészben  a   Gentoo penguin című angol Wikipédia-szócikk ezen változatának fordításán alapul.  Az eredeti cikk szerkesztőit annak laptörténete sorolja fel. Ez a jelzés csupán a megfogalmazás eredetét és a szerzői jogokat jelzi, nem szolgál a cikkben szereplő információk forrásmegjelöléseként.